# Pluto (album)
Pluto je debitantski studijski album američkog repera Futurea kojeg je objavio 13. travnja 2012. godine pod diskografskim kućama Epic Records, A1 Recordings i Free Bandz Entertainment. Gosti na albumu su Drake, T.I., Snoop Dogg, Trae Tha Truth, Juicy J i mnogi drugi. Album su producirali glazbeni producenti kao što su Mike Will Made It i Sonny Digital.
Album sadrži četiri singla "Tony Montana" na kojem gostuje Drake, "Magic" na kojem gostuje T.I., "Same Damn Time" i "Turn On the Lights". Album je na top ljestvici Billboard 200 debitirao na poziciji broj osam. U prvome tjednu prodan u 41.000 primjeraka, a do danas je prodan u 171.000 primjeraka u Sjedinjenim Američkim Državama.

## Komercijalna izvedba
Album Pluto je na top ljestvici Billboard 200 debitirao na poziciji broj osam, te je u prvome tjednu prodan u 41.000 primjeraka. Od 23. rujna 2012. godine, zabilježena je prodaja albuma od 171.000 primjeraka.

## Popis pjesama
| Br. | Skladba                                         | Tekstopisac                     | Producent                  | Trajanje |
| --- | ----------------------------------------------- | ------------------------------- | -------------------------- | -------- |
| 1.  | »The Future is Now« (featuring Big Rube)        | Nayvadius Wilburn, Ruben Bailey | Organized Noize            | 1:04     |
| 2.  | »Parachute« (featuring R. Kelly)                | Wilburn, Robert Kelly           | DJ Pharris, John Blu       | 4:09     |
| 3.  | »Straight Up«                                   | Wilburn                         | Nard & B                   | 2:58     |
| 4.  | »Astronaut Chick«                               | Wilburn                         | Will-A-Fool                | 4:13     |
| 5.  | »Magic« (featuring T.I.)                        | Wilburn, Clifford Harris        | K.E.                       | 3:31     |
| 6.  | »I'm Trippin'« (featuring Juicy J)              | Wilburn, Jordan Houston         | Juicy J                    | 4:41     |
| 7.  | »Truth Gonna Hurt You«                          | Wilburn                         | Mike Will Made It, A+      | 3:38     |
| 8.  | »Neva End«                                      | Wilburn                         | Mike Will Made It, P-Nasty | 4:22     |
| 9.  | »Tony Montana« (featuring Drake)                | Wilburn, Aubrey Graham          | Will-A-Fool                | 4:08     |
| 10. | »Permanent Scar«                                | Wilburn                         | Jon Boi                    | 4:05     |
| 11. | »Same Damn Time«                                | Wilburn                         | Sonny Digital              | 4:33     |
| 12. | »Long Live the Pimp« (featuring Trae Tha Truth) | Wilburn, Frazier Thompson       | Da Honorable C.N.O.T.E.    | 3:28     |
| 13. | »Homicide« (featuring Snoop Dogg)               | Wilburn, Calvin Broadus         | Jon Boi                    | 4:10     |
| 14. | »Turn On the Lights«                            | Wilburn                         | Mike Will Made It, Marz    | 4:09     |
| 15. | »You Deserve It«                                | Wilburn                         | Nard & B, DJ Spinz         | 3:35     |
| 16. | »Go Harder«                                     | Wilburn                         | Luney Tunez                | 4:12     |

| 17. | »Paradise«  | Wilburn | Jon Boi     | 4:05 |
| 18. | »Fishscale« | Wilburn | Will-A-Fool | 4:25 |

## Top ljestvice
| Top ljestvica (2012.)              | Završna pozicija |
| ---------------------------------- | ---------------- |
| SAD (Billboard 200)                | 8                |
| SAD (Billboard R&B/Hip-Hop Albums) | 2                |
| SAD (Billboard Rap Albums)         | 2                |

## Nadnevci objavljivanja
| Država                     | Nadnevak          | Format                 | Diskografska kuća                                   | Izvor |
| -------------------------- | ----------------- | ---------------------- | --------------------------------------------------- | ----- |
| Njemačka                   | 13. travnja 2012. | CD, digitalni download | Sony Music Entertainment                            | [ 6 ] |
| Ujedinjeno Kraljevstvo     | 16. travnja 2012. | CD, digitalni download | RCA Records                                         | [ 6 ] |
| Kanada                     | 17. travnja 2012. | CD, digitalni download | Sony Music Entertainment                            | [ 6 ] |
| Sjedinjene Američke Države | 17. travnja 2012. | CD, digitalni download | Epic Records A1 Recordings Free Bandz Entertainment | [ 6 ] |
| Japan                      | 25. travnja 2012. | CD, digitalni download | Sony Music Entertainment Japan                      | [ 6 ] |

## Vanjske poveznice
- Pluto na Allmusicu
- Pluto na Discogsu